# Naves Colmena Wraith
En el universo de ficción de Stargate Atlantis, las Naves Colmena Wraith son las naves espaciales más grandes de los Wraith.

## General
De naturaleza orgánica, las naves colmena son la principal fuerza de ataque interestelas de los wraith. Son el hogar de los wraith, ya que pueden aterrizar en planetas y quedarse cientos de años inactivas. En ellas se pueden almacenan los cuerpos de los humanos para su posterior consumo así como de los propios wraith en hibernación. En su interior se transportan dardos y numerosas tropas. Muchas veces poseen acoplados varios cruceros wraith.

## Capacidades ofensivas y defensivas
Estas naves no parecen estar equipadas con escudos de energía pero su casco es un biopolímero de clase polisicarizalida que es una aleación de varios biometales y gran capacidad de regeneración pueden modificar la estructura externa cerrando o abriendo puertas, túneles o salas cuentan con otros sistemas de defensa, uno de ellos es el sistema de intercepción de rayos de transporte asgard, lo que evita que armas nucleares sean transportadas al interior de las naves destruyéndolas desde dentro. Además cuentan con un casco de base orgánica capaz de autorregenerarse aunque vulnerable a la radiación hiperespacial y por un tratamiento genético en eliminar la necesidad de aliementarse de humanos se creó una enfermedad que pasó por un intercambio de fluidos de la colmena a los wraith en vainas parecido a un cáncer
- Sus cazas, los dardos, son capaces de interceptar ataques a están naves, como de misiles por ejemplo, aunque son incapaces de interceptar un dron por su enorme maniobrabilidad.

Con lo que sí cuentan es con potentes armas de energía repartidas por toda la superficie de la nave, que disparan destructivas partículas de energía azul a gran distancia: esta partículas son capaces de agotar el escudo de naves como el Dédalo en cuestión de minutos.

## Propulsión
La propulsión subluz de los wraith les permite moverse con velocidad a través de un sistema planetario, pero para viajar entre las estrellas necesitan el sistema de hiperpropulsión.
Este sistema hace a las naves wraith capaces de abarcar distancias entre estrellas en semanas o días según la lejanía. El problema es que sus hipermotores, no son capaces de abarcar la enorme distancia que hay entre galaxias, como lo son los de los Asgard (el Prometeo, el Dédalo y el Odisea poseen estos motores); por lo que necesitan utilizar el stargate de Atlantis para llegar al planeta Tierra. Además, cada vez que las naves viajan por el hiperespacio deben detenerse cada cierta distancia, porque al ser sus naves de base orgánica, deben recuperarse de la radiación del hiperespacio durante varias horas dependiendo de la exposición.
Se desconoce por qué los Wraith no han desarrollado hipermotores intergalácticos, pero se cree que es simplemente porque no los necesitaban, al vivir en una galaxia enana, pero ahora que han descubierto que hay vida de la que alimentarse en cantidades ingentes en la galaxia Vía Láctea, hicieron lo imposible para mejorar sus motores hasta que gracias a los detalles de la modificación del motor de la nave Aurora que robaron una alianza de dos naves colmena, los Wraith de esta alianza fueron capaces de modificar su hipermotor para hacerlo tan potente como para un viaje intergaláctico, aunque esto no cambia el hecho de tener que hacer pausas.
- Datos: Q11695186